# Flux Gourmet
Flux Gourmet és una pel·lícula d'art i assaig de comèdia negra del 2022 escrita i dirigida per Peter Strickland i protagonitzada per Fatma Mohamed, Gwendoline Christie, Makis Papadimitriou, Ariane Labed, i Asa Butterfield.

## Argument
Un trio d'artistes de performance experimental liderats per una dona narcisista i controladora anomenada Elle di Elle, resideix en una institució artística remota, dirigida per un director ric i enigmàtic anomenat Jan Stevens, que finança el projecte. Un autodenominat periodista de "pirateig" anomenat Stones és contractat per documentar les activitats del dia a dia del grup que impliquen el seu procés de "catering sonor" (on extreuen RSMA pertorbadors fets pel sons de diversos aliments) mentre s'ocupen de trastorns gastrointestinals desagradables, els quals són sotmesos a proves d'un metge. A mesura que Stones documenta les lluites de poder, les vendettes, els assajos, les actuacions i la sòrdida història del col·lectiu artístic, esdevé cada cop més un participant en els processos artístics.

## Repartiment
- Asa Butterfield com a Billy Rubin
- Gwendoline Christie com a Jan Stevens
- Ariane Labed com a Lamina Propria
- Fatma Mohamed com a Elle di Elle
- Makis Papadimitriou com a Stones
- Leo Bill com a assistent tècnic Wim
- Richard Bremmer com el Dr Glock

## Producció
El rodatge es va acabar el juliol de 2021.

## Estrena
Al juliol de 2021, es va anunciar que IFC Films va adquirir els drets de distribució nord -americana a la pel·lícula.  Es va estrenar a Festival Internacional de Cinema de Berlín l'11 de febrer de 2022. També es va projectar a la secció "World Cinema" del 27è Festival Internacional de Cinema de Busan a l'octubre de 2022.

## Recepció

### Taquilla
Als Estats Units i al Canadà, la pel·lícula va guanyar 3.780 dòlars en 19 cinemes el seu cap de setmana d'estrena 7 de sis cinemes el cap de setmana següent. Va guanyar 1.397 dòlars a sis cinemes el cap de setmana següent, i $4.387 en el tercer.

### Resposta crítica
La pel·lícula té un 85% d'aprovació a Rotten Tomatoes basat en 80 ressenyes, amb una mitjana ponderada de 7,1/10. El consens del lloc afirma que "Flux Gourmet no és per a tots els gustos, però els espectadors que estiguin en sintonia amb la longitud d'ona única de l'escriptor i director Peter Strickland trobaran una delicia salada en aquesta sàtira de terror". A Metacritic, la pel·lícula tenia una puntuació mitjana ponderada de 79 sobre 100, basada en 26 crítics, indicant "crítiques generalment favorables".
Pat Brown de Slant Magazine va premiar la pel·lícula amb dues estrelles i mitja de quatre i va escriure: "Dit això, la burla juganera de Strickland de l'art escènic i els "col·lectius" excessivament seriosos se senten alhora insulars i, de vegades, una ombra massa insípida." David Ehrlich d'IndieWire va qualificar la pel·lícula amb una B+ i va escriure: "Com de costum, Strickland ha fet un dinar sumptuós d'impropietat social: una estranya delicadesa cinematogràfica sobre les molèsties que cal compartir perquè els altres no hagin de ser estomacats." Matthew Joseph Jenner de la International Cinephile Society va premiar la pel·lícula amb quatre estrelles i mitja sobre cinc, escrivint "Flux Gourmet és un triomf absolut, gaudit millor per aquells que accepten que l'obra de Strickland és indubtablement un gust adquirit, però que ofereix una experiència realment inoblidable, que fins i tot ens temptarà per tornar-hi una segona vegada".
Peter Debruge de Variety va donar una crítica negativa a la pel·lícula i va escriure: "De fet, Flux Gourmet pot enviar el públic a córrer cap al lavabo, o, si no, apropar-se a la bossa de vomitar, apropant-se a provocar el reflex de nàusea com una pel·lícula sense enfonsar-se un dit a gorja." Leslie Felperin de The Hollywood Reporter va donar una crítica positiva a la pel·lícula i va escriure: "Tanmateix, Strickland construeix els seus propis mons amb un estil tan distintiu, fins als tipus de lletra, els tons biliosos del verd i les textures de les sedes, que l'espectador no pot evitar sentir-se atrapat per la seva boja voràgine d'estranyesa." Peter Bradshaw de The Guardian va atorgar a la pel·lícula tres estrelles de cinc i va escriure: "Flux Gourmet encara pot tenir un estatus de favorita de culte, però Strickland ens ha donat un gust més fort i real en el passat". Anna Smith de Deadline Hollywood va donar una crítica positiva a la pel·lícula i va escriure: "Strickland ha presentat un altre drama deliciós basat en personatges que equilibra allò divertidament surrealista amb allò incòmodement real, i és un viatge salvatge i enginyós."